# Dąbrowa (powiat Mogileński)
Dąbrowa is een dorp in het Poolse woiwodschap Koejavië-Pommeren, in het district Mogileński. De plaats maakt deel uit van de gemeente Dąbrowa en telt 1000 inwoners.